# Karawankentunnel (spoorwegen)

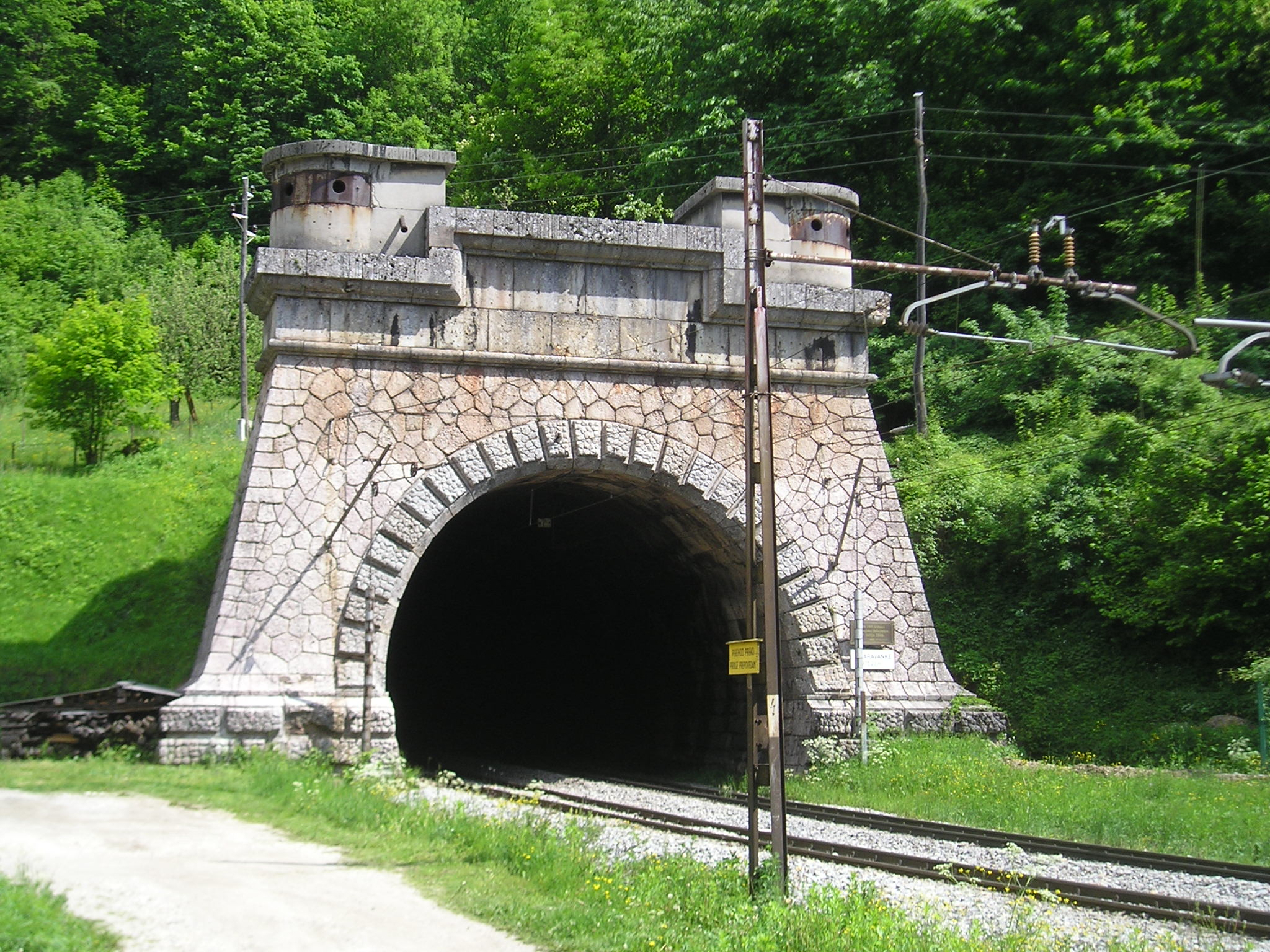
Zuidportaal aan de Sloveense zijde van de tunnel

De Karawankentunnel (Sloveens: Predor Karavanke) is onderdeel van de Karawankenbahn en verbindt Oostenrijk met Slovenië. 
De 7976 m lange, dubbelsporige tunnel werd samen met de Karawankenbahn tussen Rosenbach en Villach op 30 september 1906 geopend. De tunnel ligt ongeveer 637 m onder de top van de Karawanken. 
Het noordportaal bevindt zich ongeveer 800 m ten zuiden van station Rosenbach, het zuidportaal ligt bij Hrušica in de gemeente Jesenice. Zowel het zuidportaal als het noordportaal hebben de status van monument verworden en vallen daarmee onder monumentenzorg in de respectievelijke landen.

## Geschiedenis
De tunnel is gebouwd in de periode 1900-1906 door de bouwfirma Eduard Groß u. Comp. uit Wenen. De tunnel is met bergbouwtechniek tot stand gekomen volgens de principes van de oude Oostenrijker Tunnelbouwmethodiek met hoefijzerdoorsnede. De bekleding van het gewelf van de tunnel bestaat uit metselwerk van lokaal uitgebroken rots en steen, en deels uit een bakstenen metselwerkbekleding in enkele delen van het gewelf. Afhankelijk van de verschillende geotechnische randvoorwaarden werden verschillende ringtypes gebruikt voor de afbouw van de tunnel: open vloertype (geen metselwerk) en gesloten vloertype (complete doorsnede met metselwerk).
De Karawankentunnel is in 1906 opgeleverd als tunnel met een enkele tunnelbuis en twee sporen. Het bouwwerk bevindt zich op zowel Oostenrijks grondgebied (ca. 4.400 m) als ook op Slovenisch grondgebied (ca. 3.600 m).
In het kader van de tunnelbouw werd al in 1902 in Rosenbach een elektriciteitscentrale gebouwd. Deze centrale voorziet sinds het gereedkomen van de tunnel de stations en spoorweginstallaties van 50Hz-draaistroom. Voor de nieuwbouw van de tunnel werd ook een ziekenhuis gebouwd (Lazaret), welke momenteel geen dienst meer doet, het gebouw staat op ca. 500 m van het Noordportaal. 

## Renovatie
In de periode oktober 2020 tot april 2021 wordt de tunnel compleet gerenoveerd door STRABAG SE en daarmee op veiligheidsgebied op de laatste stand der techniek gebracht. De complete elektrotechnische-, veiligheidstechnische installaties en constructieve onderdelen worden daarbij vernieuwd en verstevigd. Er worden voor het accommoderen van de technische installaties zes nieuwe techniekruimtes op bergbouwwijze in de berg gebouwd. De tunnel wordt vervolgens van twee sporen teruggebracht naar één treinspoor, waarmee de snelheid door de tunnel verhoogd kan worden van 50 km/h naar 120km/h. 

## Tweede tunnelbuis
Op termijn wordt overwogen om, net als bij de Karawanken autotunnel, een tweede buis aan te leggen zodat er één tunnel met één spoor per rijrichting komt. Vanaf de zomer van 2020 is een studie in voorbereiding, waarin de beste positie voor een eventuele tweede buis bepaald zou moeten worden. Met name de geologie zou hier een grote rol moeten spelen, aangezien deze zeer ongunstig is in het Sloveense deel van de huidige tunnel en veel problemen heeft veroorzaakt bij de constructie van de eerste buis. In een historische bouwdocumentatie werd bijvoorbeeld beschreven hoe een booreiland regelmatig werd verpletterd door de meegevende rotsmassa en steeds weer moest worden vrijgegraven. Mijngassen en bergwater veroorzaakten ook enorme problemen. Hetzelfde gold voor de aanleg van de eerste wegtunnel, die in dezelfde geologie ligt en praktisch parallel loopt aan de spoortunnel. De huidige oplossing met slechts één tunnel en één spoor zou moeten duren tot 2040, waarna de aanleg van een tweede buis mogelijk uitgevoerd wordt.